# Lyrocarpa
Lyrocarpa é um género botânico pertencente à família Brassicaceae.